# Centro Rose para la Tierra y el Espacio
El Centro Rose para la Tierra y el Espacio es parte del Museo Americano de Historia Natural en la ciudad de Nueva York. El nombre completo del centro es El Centro Frederick Phineas y Sandra Priest Rose para la Tierra y el Espacio.  La entrada principal está ubicada en la parte noreste del museo sobre la calle 81, cerca del  Central Park West. El astrofísico Neil deGrasse Tyson es su primer y actual director.

## Historia y construcción

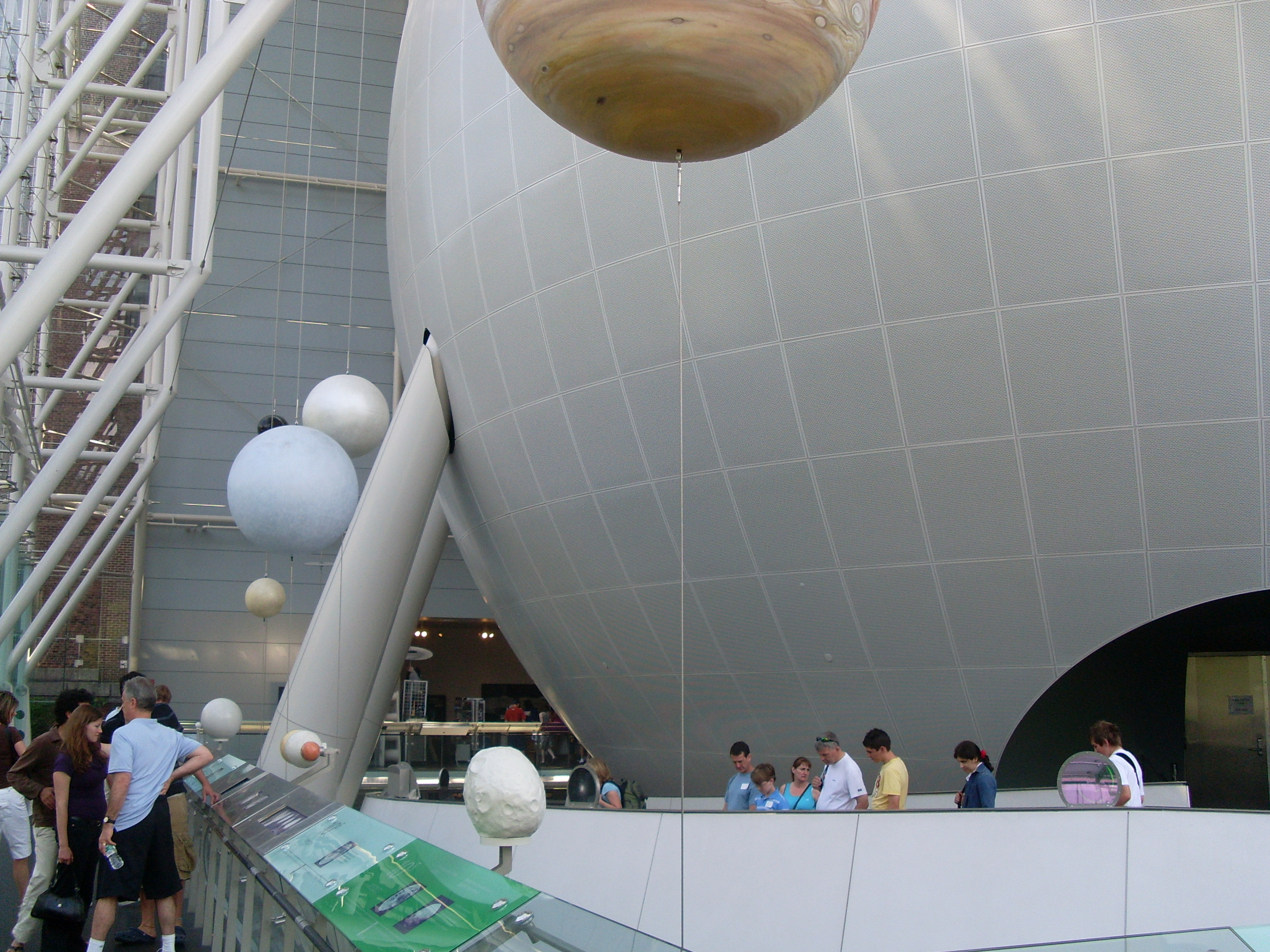
La Hayden Sphere en el Centro Rose para la Tierra y el Espacio.

El Centro es una extensa reestructuración del Planetario Hayden original creado en 1933 con la donación del filántropo Charles Hayden.  Abrió sus puertas en 1935, y fue demolido y reemplazado en el año 2000 por "El Centro Frederick Phineas y Sandra Priest Rose para la Tierra y el Espacio" cuyo costo ascendió a 210 millones de dólares.
El Centro Rose para la Tierra y el Espacio, está alojado en una estructura de un cubo de vidrio conteniendo la esfera del "Teatro Espacial"; fue diseñado por James Stewart Polshek y Todd Schliemann. 
El edificio consiste en un cubo de vidrio de seis pisos que encierra una esfera iluminada que parece flotar — aunque en realidad se encuentra sostenido por una cercha. Polshek se ha referido a su trabajo como la "catedral cósmica"
El Centro Rose y su plaza adyacente, ambos ubicados en la cara norte del museo, son considerados como importantes obras arquitectónicas recientes de Manhattan.  Las instalaciones albergan centros de exhibiciones, educación e investigación, así como el planetario Hayden y un Departamento de Astrofísica, el centro de investigación académica más nuevo del museo.